# Imagine Entertainment

Logotipo de 1985 até 2020.

Imagine Entertainment é uma empresa produtora de cinema e televisão fundada em 1985 pelo cineasta Ron Howard e o produtor de cinema e televisão Brian Grazer. Produz a aclamada série 24 Horas. Para o cinema já produziu os filmes, Uma Mente Brilhante, Apollo 13 e O Código da Vinci. Atualmente é parceira da Universal Studios, estúdio de cinema que distribui os filmes da "Imagine".

## Lista de anos

### 1980s
| 1987 - Like Father Like Son (Com TriStar Pictures) 1988 - Willow (Com Metro-Goldwyn-Mayer) - Vibes (Com Columbia Pictures) - Clean and Sober (Com Warner Bros.) 1989 - The 'Burbs (Com Universal Pictures) - The Dream Team (Com Universal Pictures) - Parenthood (Com Universal Pictures) |

### 1990s
| 1990 - Cry-Baby (Com Universal Pictures) - Kindergarten Cop (Com Universal Pictures) - O Pestinha (Com Universal Pictures) 1991 - Backdraft (Com Universal Pictures) - Closet Land (Com Universal Pictures) - The Doors (Com Tristar Pictures) - My Girl (Com Columbia Pictures) - Problem Child 2 (Com Universal Pictures) 1992 - Boomerang (Com Paramount Pictures) - Far and Away (Com Universal Pictures) - Housesitter (Com Universal Pictures) 1993 - CB4 (Com Universal Pictures) - Cop and a Half (Com Universal Pictures) 1994 - The Cowboy Way (Com Universal Pictures) - My Girl 2 (Com Columbia Pictures) - O Jornal (Com Universal Pictures) 1995 - Apollo 13 (Com Universal Pictures) 1996 - Fear (Com Universal Pictures) - The Nutty Professor (Com Universal Pictures) - Ransom (Com Touchstone Pictures) - Sgt. Bilko (Com Universal Pictures) 1997 - Inventing the Abbotts (Com 20th Century Fox) - Liar Liar (Com Universal Pictures) 1998 - Mercury Rising (Com Universal Pictures) - Psycho (Com Universal Pictures) 1999 - Bowfinger (Com Universal Pictures) - EDtv (Com Universal Pictures) - Life (Com Universal Pictures) |

### 2000s
| 2000 - Nutty Professor II: The Klumps (Com Universal Pictures) - How the Grinch Stole Christmas (Com Universal Pictures) 2001 - Uma Mente Brilhante (Com Universal Pictures e DreamWorks) 2002 - 8 Mile (Com Universal Pictures) - A Onda dos Sonhos (Com Universal Pictures) - Undercover Brother (Com Universal Pictures) 2003 - O Gato (Com Universal Pictures e DreamWorks) - Intolerable Cruelty (Com Universal Pictures) - Desaparecidas (Com Columbia Pictures) 2004 - Friday Night Lights (Com Universal Pictures) - The Alamo (Com Touchstone Pictures) 2005 - Cinderella Man (Com Universal Pictures e Miramax Films) - Flightplan (Com Touchstone Pictures) - Fun with Dick and Jane (Com Columbia Pictures) 2006 - George, O Curioso (Com Universal Pictures) - O Código Da Vinci (Com Columbia Pictures) - Inside Man (Com Universal Pictures) - Phase Three 2007 - American Gangster (Com Universal Pictures) 2008 - Changeling (Com Universal Pictures) - Frost/Nixon (Com Universal Pictures e StudioCanal, Working Title Films, Relativity Media) 2009 - Angels & Demons (Com Columbia Pictures) - George, O Curioso 2: Siga Aquele Macaco! (Com Universal Pictures) |